# 40В6М (универсальная вышка)
Универсальная передвижная вышка 40В6М — составная часть комплексов С-300П различных модификаций. Разработана для расширения возможностей комплексов по обнаружению и сопровождению маловысотных целей при развёртывании зенитных дивизионов и подразделений радиотехнических войск (РТВ) в лесистой или сильно пересечённой местности. 
Вышка принята на вооружение в конце 1970-х — начале 1980-х гг.
Несколько позже в войска поступила вышка 40В6МД высотой около 39 м, отличающаяся от вышки 40В6М дополнительной 13-метровой надставкой.
Обе предназначены для подъема антенн радаров подсвета и наведения 30Н6 (С-300ПМ2) и 92Н6 (С-400).

## Состав вышки
- Рама с оборудованием;
- стрела с оборудованием;
- аутригеры (левый и правый);
- растяжки;
- стояночные опоры;
- опорный фланец;
- Шарнирный подкос (верхний и нижний подкосы);
- гидравлическое оборудование;
- электрооборудование;
- ходовая часть;
- опорные плиты (опорные плиты аутригеров, центральные плиты, плита опорная передняя);
- тягач МАЗ-537;
- Запасные части, инструменты, принадлежности (ЗИП).

## Установка вышки
Установка вышки 40В6М осуществляется за один день штатными средствами вышки, для вышки 40В6МД — за один день при использовании штатных средств и дополнительно подъёмного крана типа КТ-80 «Январец» или аналогичного ему по грузоподъёмности и высоте подъёма груза.

## Транспортировка вышки

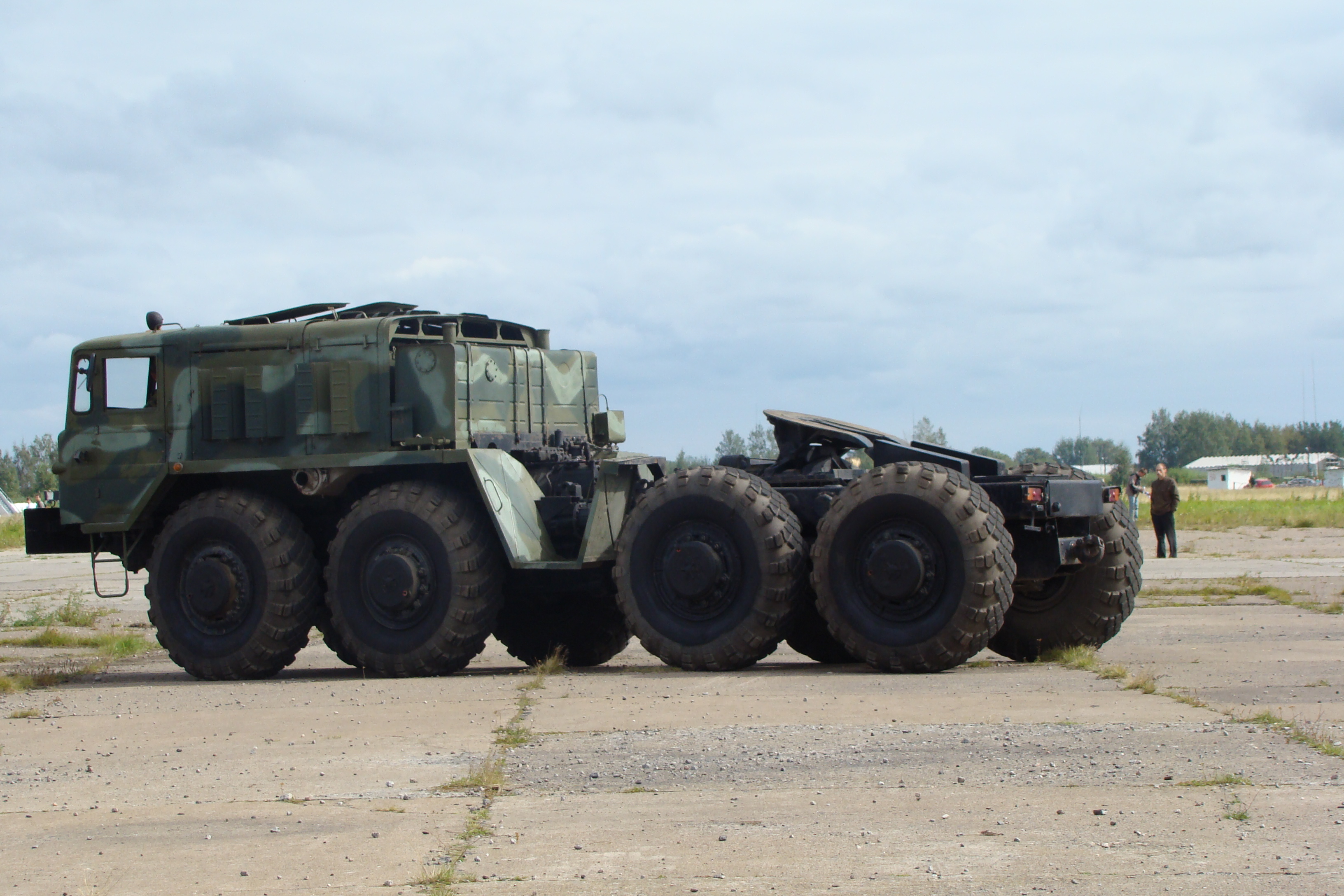
Седельный тягач МАЗ-537

Вышка 40В6М высотой около 25 метров буксируется в транспортном положении тягачом МАЗ-537Г, входящим в её состав. Для перевозки дополнительной секции вышки 40В6МД используется автопоезд на базе седельного тягача КрАЗ-260 и полуприцепа МАЗ-938.

## Положения вышки при эксплуатации

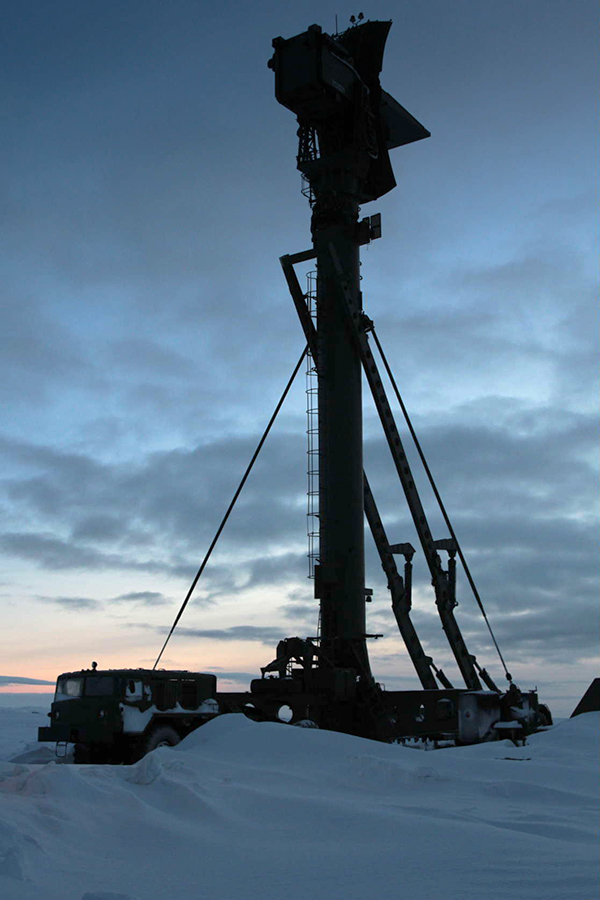

1. Походное положение — положение вышки, когда она свёрнута, зачехлена, состыкована с тягачом и готова к транспортировке.
2. Положение № 1. Стрела поднята в вертикальное положение, пристыкован НВО (низковысотный обнаружитель) или РПН (радиолокатор подсвета и наведения). Тягач находится вне рабочей площадки, механизмы зачехлены.
3. Положение № 2. Стрела вышки опущена в горизонтальное положение, фланец находится в горизонтальном положении, или зафиксирован на стреле. Тягач отведён с рабочей площадки, вышка подключена к РПУ. Механизмы вышки зачехлены.